# Guillaume II av Provence
Guillaume II eller III, född cirka 987 och död 1018, även kallad den fromme, var greve av Provence mellan åren 993 och 1018.  

## Biografi
Guillaume II efterträdde sin far Guillaume I när denne drog sig tillbaks till ett kloster strax före sin död samma år. Titeln markgreve, som fadern också innehade, gick till faderns bror Rotboald II. Hans mor var Adelaide av Anjou som uppgav Guillaume som sin son i en skrift år 1005. 
På grund av sin låga ålder var han satt under en riksföreståndare fram till år 999. Han gifte sig cirka 1002 med Gerberga, dotter till kung Otto Vilhelm av Burgund som senare gifte sig med hans mor.
År 1018 revolterar vicegreven av Fos och vägrar erkänna Provence överhöghet. Guillaume II avlider under den belägring som följde på revolten.